# 福島市立蓬萊東小学校
福島市立蓬萊東小学校（ふくしましりつ ほうらいひがししょうがっこう）は、福島県福島市にある公立小学校である。

## 概要
福島市南部に広がる蓬萊団地の中でも比較的新しく造成された団地東部に位置する小学校であり、蓬萊小学校の児童数増加に伴い新設された。2020年5月1日現在は10学級206人の児童が在籍する。

## 沿革
- 1981年4月13日 - 鉄筋鉄骨造平屋建屋内運動場着工
- 1981年6月9日 - RC造4階建（一部2階建）校舎着工
- 1982年2月15日 - 校舎竣工
- 1982年2月28日 - 屋内運動場竣工
- 1982年4月1日 - 開校。同時に福島市立蓬莱東幼稚園が付設される。
- 1982年5月1日 - プール（25m×6コース）着工
- 1982年7月23日 - プール竣工
- 2004年4月 - 併設される蓬莱東幼稚園がほうらい幼稚園に改名される。

## 教育方針
教育目標
- 豊かな心をもち　進んで学ぶ　たくましい子どもの育成

## 学校行事
| - 4月 - 5月 - 6月 | - 7月 - 8月 - 9月 | - 10月 - 11月 - 12月 | - 1月 - 2月 - 3月 |

## 通学区域
- 蓬莱地区
  - 蓬萊町三丁目（蓬萊小学校の通学区域を除く全域）
  - 蓬莱町四丁目（蓬萊小学校の通学区域を除く全域）
  - 蓬莱町五丁目
  - 蓬莱町六丁目
  - 蓬莱町七丁目
  - 蓬莱町八丁目
  - 田沢（蓬萊小学校の通学区域を除く全域）

## 進学先中学校
- 福島市立蓬萊中学校[2]

## 学区 / 校区内の主な施設
- 蓬萊団地
- 福島市立蓬莱中学校
- 羽山神社
- 神明神社

## 交通
- JR福島駅より約8㎞、福島交通路線バス桜台経由医大線30分、蓬莱東小学校下車後徒歩3分[3]。